# Wadlopen

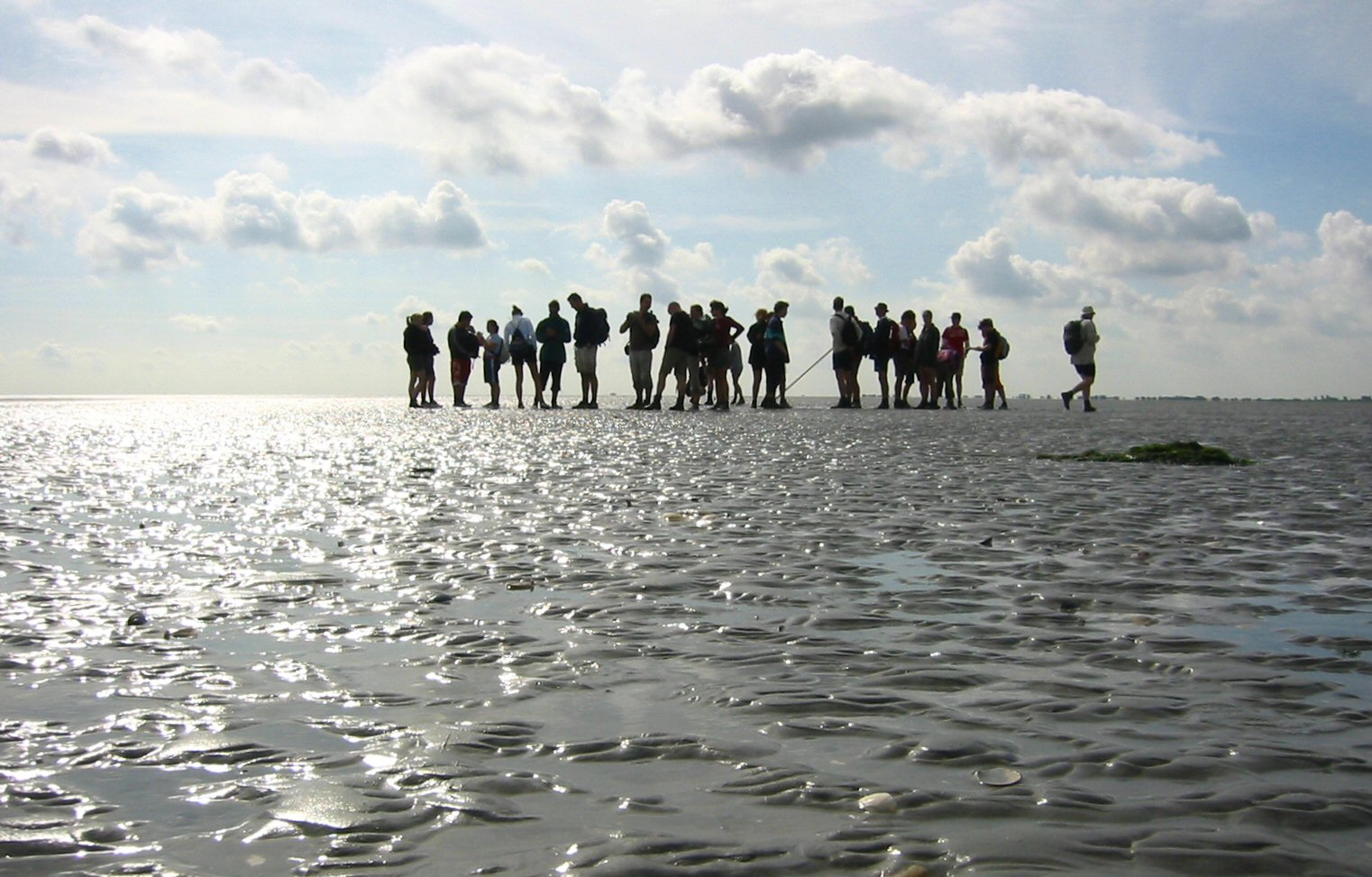
Excursionistas por el Mar de Frisia en Pieterburen.

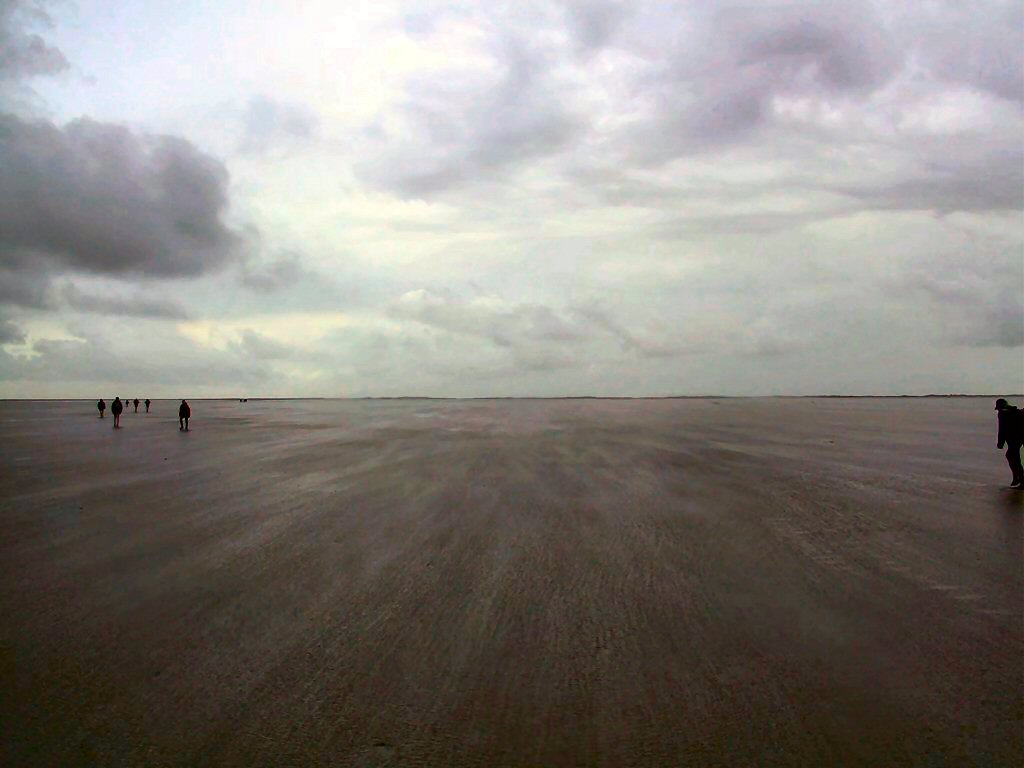
Las marismas del Mar de Frisia durante la marea baja.

Wadlopen - caminar en el vado (del neerlandés, wad: marisma, y lopen: caminar) es una excursión a pie durante la marea baja en el Mar de Frisia. La caminata incluye trayectos entre las isla y la costa sin perder nunca el contacto con el terreno firme. Los caminantes pasan por el fango, bancos de arena y bancos de mejillones (que se encuentran en parte inundados). Durante algunas excursiones es necesario vadear algunos surcos y caletas. El grado de dificultad de las excursiones depende del objetivo de la excursión, pero sobre todo de las condiciones meteorológicas. 
El mar de Wadden o Mar de Frisia, situado a lo largo de la costa norte de Holanda, es una de las marismas más grandes del mundo y ha sido incluido en la lista de La Unesco como sitio de Patrimonio de la Humanidad. El mar poco profundo está formado por un suelo de arena que se inunda dos veces al día con las mareas. Las corrientes mueven el fango y lo depositan durante la marea alta, lo que crea un sistema muy dinámico y cambiante en escalas de meses y años.
En los Países Bajos es posible cruzar el mar entre el continente y las islas del norte: Terschelling, Ameland, Engelsmanplaat, Schiermonnikoog, Simonszand y Rottumeroog. La caminata a Terschelling solo es apropiada para caminantes experimentados. La ruta hacia Rottumeroog está prohibida a causa de la protección y la conservación de la naturaleza. La caminata entre las islas Texel y Vlieland la realizan solamente personas con afán de aventuras.
También la isla alemana de Borkum, situada frente a la costa de Groningen, es alcanzable a pie. Esta excursión es extremamente dura porque es muy larga y hay que vadear durante kilómetros el agua profunda (para personas altas, el agua puede llegar hasta las axilas). Se ha logrado, según se conoce, solo dos veces en la historia. A causa de la distancia del trayecto es necesario hacer una pausa en la caminata y esperar en el banco de arena llamado Lütje Hörn, durante la marea alta.
Desde Alemania es posible  caminar a Norderney, Baltrum, Langeoog, Spiekeroog y Minsener-Oldoog. Las excursiones a Juist y Wangerooge, las otras islas de Frisia, no están permitidas. La excursión a Neuwerk se puede hacer incluso en coche de caballos. Desde Neuwerk se ofrecen frecuentemente excursiones de Wadlopen a la isla cercana de Scharhörn, en el Parque Nacional del Mar de Frisia. 
También algunas islas en el norte de Frisia son alcanzables a pie, entre las cuales están Pellworm y Halligen. Otras islas están también conectadas, como Föhr y Amrum. A la isla danesa de Mando se puede llegar a través de un camino de marea lodosa, lo que hace más fácil la excursión para personas menos entrenadas.         
Para personas con poca experiencia, el Wadlopen implica un riesgo, por eso está sólo permitido bajo la supervisión de guías autorizados. Además, los guías pueden acompañar a un número limitado de personas. Hay muchos guías independientes que a menudo organizan excursiones por internet.

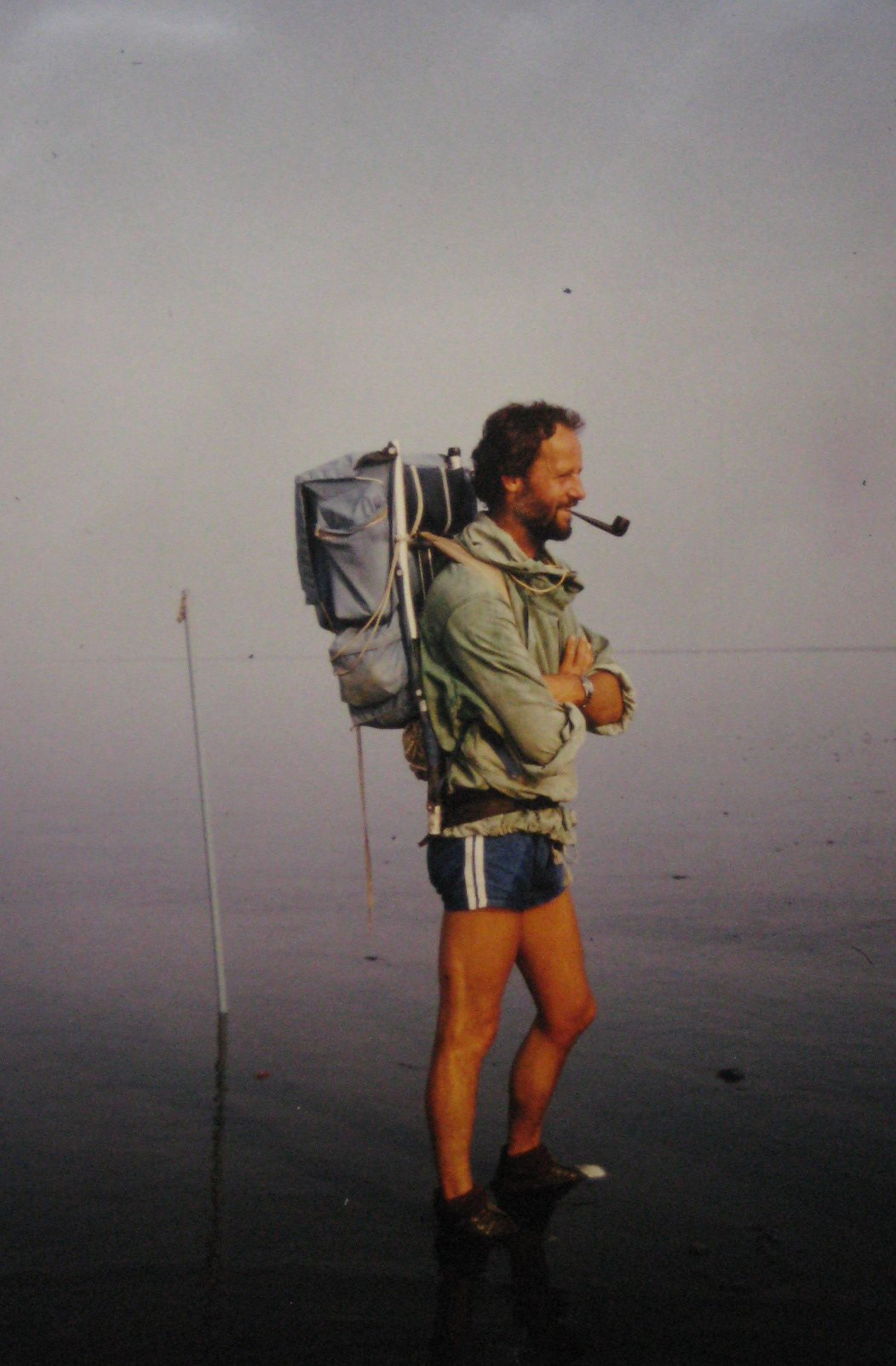
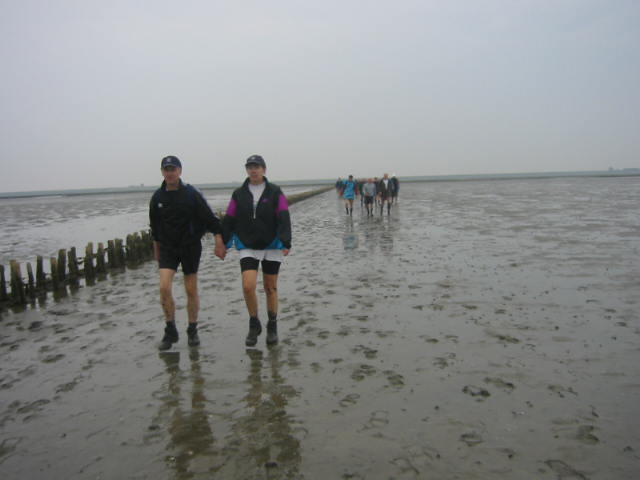
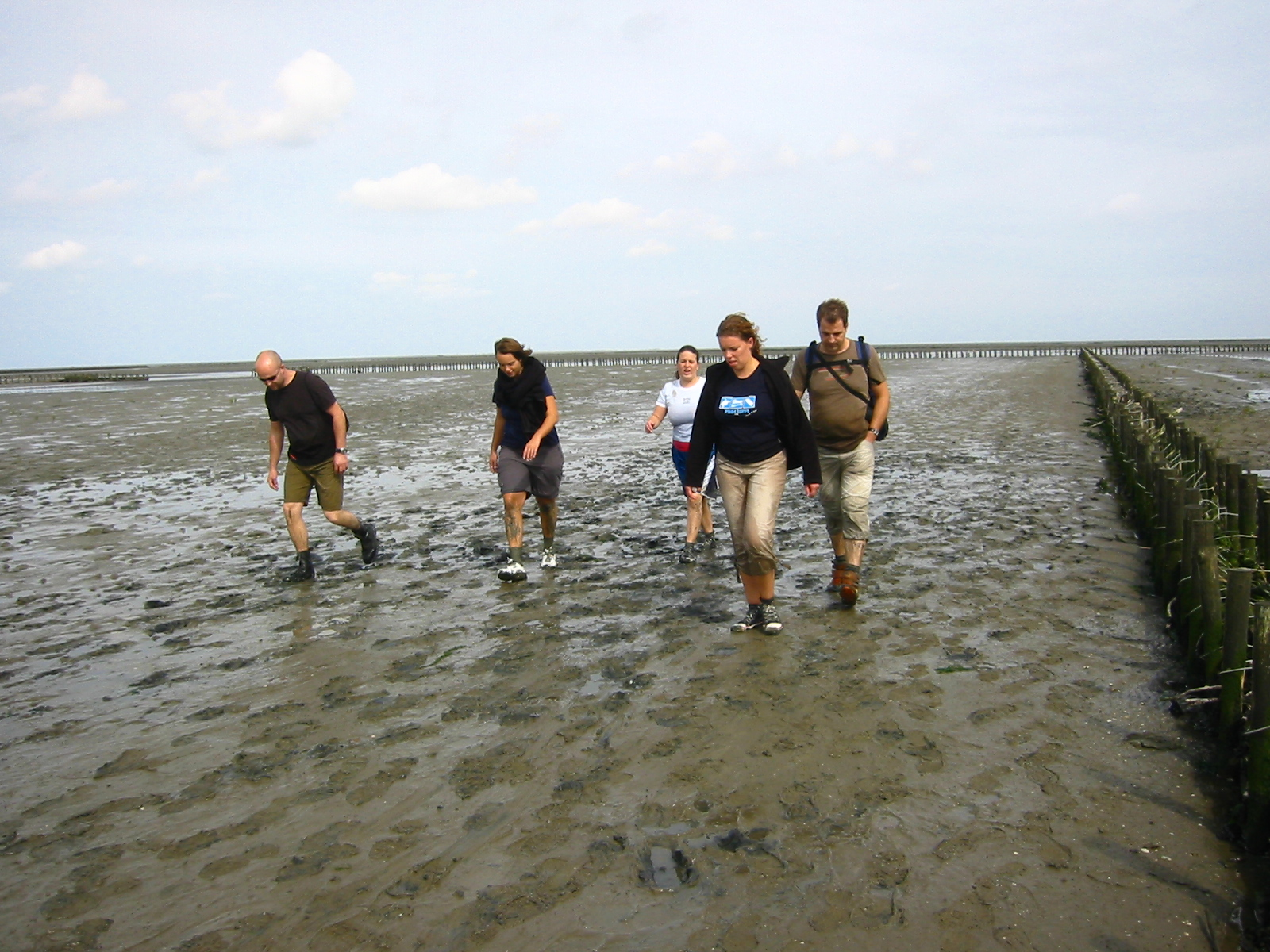
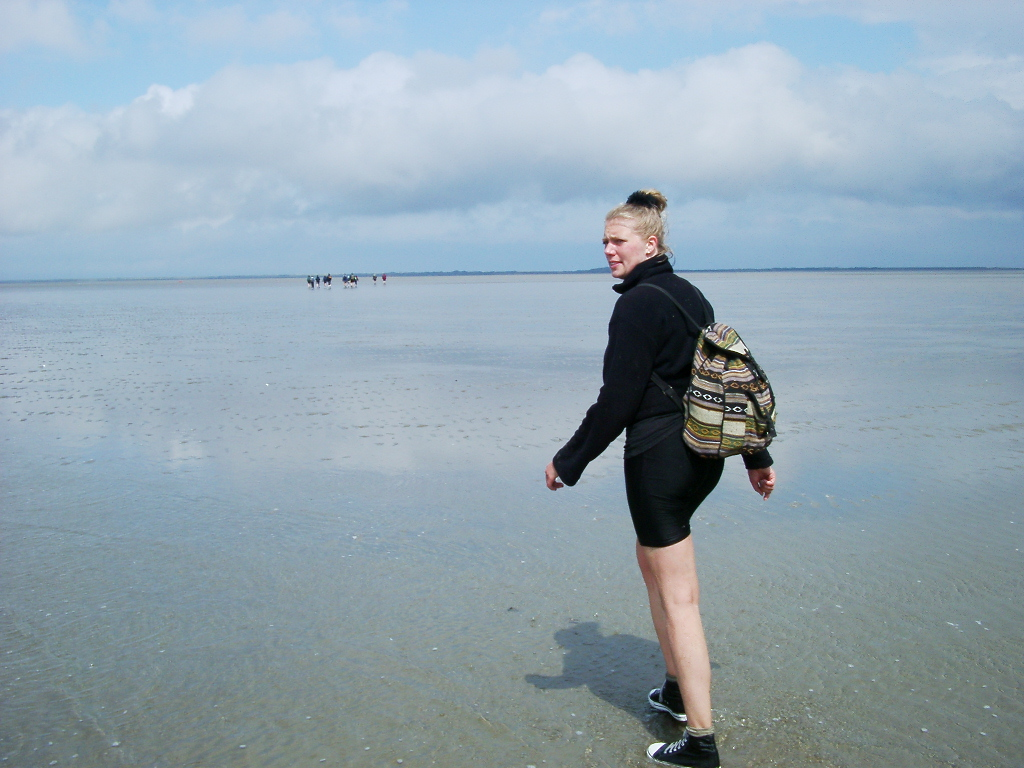

- Wikimedia Commons alberga una categoría multimedia sobre Wadlopen.

- Datos: Q688443
- Multimedia: Mudflat hiking / Q688443